# Jhootha Hi Sahi
Pour plus de détails, voir Fiche technique et Distribution.
Jhootha Hi Sahi (झूठा ही सही) est un film indien de Bollywood réalisé par Abbas Tyrewala sorti le 15 octobre 2010.
Le film met en vedette John Abraham, Raghu Ram, Nandana Sen et Pakhi Tyrewala.

## Fiche technique
- Titre : Jhootha Hi Sahi
- Titre original : झूठा ही सही
- Réalisation : Abbas Tyrewala
- Scénario : Pakhi et Paakhi A. Tyrewala
- Musique : A. R. Rahman
- Photographie : Manoj Lobo
- Montage : Antara Lahiri et Shan Mohammed
- Production : Sanjiv Goenka, Madhu Mantena Varma, Apurv Nagpal et Abbas Tyrewala
- Société de production : 1-800-Love, Big Bang Media, Location HQ, Saregama India et Telltale Films
- Pays de production :  Inde et  Royaume-Uni
- Genre : Comédie dramatique et romance
- Durée : 142 minutes
- Date de sortie : 
  - Inde : 22 octobre 2010

## Distribution
- John Abraham : Siddharth Arya / Fidato
- Paakhi A. Tyrewala : Mishka
- Raghu Ram : Omar
- Manasi Scott : Krutika
- Alishka Varde : Aliya
- Anaitha Nair : Sushi
- George Young : Nick
- Omar Khan : Amit
- Abheek Sinha : Ankur
- Madhavan : Kabir
- Nandana Sen : Suhana Malik
- Wendy Albiston : Anna

## Accueil
Les critiques jugent négativement Jhootha Hi Sahi, le trouvant ennuyeux du fait de son scénario insipide et de dialogues manquant de vivacité. De même, le public ne s'intéresse guère au film qui ne recueille que 110 millions de roupies de recette.